# Shinkansen
Shinkansen (jpn. 新幹線, しんかんせん, doslovno značenje je "nova magistrala") je mreža vlakova velikih brzinâ u Japanu čiji su operator četiri kompanije Grupe japanskih željeznica (Japan Railways, JR). Od puštanja u promet 1964. godine mreža se proširila na oko 2459 km i povezuje većinu velikih gradova na otocima Honshu i Kyushu, a vlakovi postižu brzine i do 300 km/h. 

## Serije vlakova
- JR 0 - maksimalna brzina: 220 km/h
- JR 100 - maksimalna brzina: 230 km/h
- JR 200 - maksimalna brzina: 240 km/h
- JR 300 - maksimalna brzina: 270 km/h
- JR 400 - ("Mini-Shinkansen") maksimalna brzina: 240 km/h
- JR 500 - maksimalna brzina: 300 km/h
- JR 700 - maksimalna brzina: 285 km/h
- JR 800 - maksimalna brzina: 260 km/h
- JR N700 - maksimalna brzina: 300 km/h
- JR N700-7000 - maksimalna brzina: 300 km/h
- JR E1 - vlak, koji ima vagone na kat,maksimalna brzina: 240 km/h
- JR E2 - maksimalna brzina: 275 km/h
- JR E3 - ("Mini-Shinkansen") maksimalna brzina: 275 km/h
- JR E3-2000 - ("Mini-Shinkansen") maksimalna brzina: 275 km/h
- JR E4 - maksimalna brzina: 240 km/h
- JR E5 - maksimalna brzina: 320 km/h
- JR E6 - ("Mini-Shinkansen") maksimalna brzina: 320 km/h
- JR E7 / W7 - maksimalna brzina: 260 km/h

## Mjerni vlakovi
Postoje i mjerni vlakovi, tzv. "Doctor Yellow", koji su žute boje i koriste se pri raznim ispitivanjima linija velike brzine.